# Rubens de Azevedo
Rubens de Azevedo (Fortaleza, 30 de outubro de 1921 — Fortaleza, 17 de janeiro de 2008), foi um astrônomo, quadrinista e escritor brasileiro.

## Biografia
Era filho do pintor Otacílio de Azevedo e da poetisa Teresa Almeida de Azevedo, além de irmão do historiador Miguel Ângelo de Azevedo. Foi casado com a escritora Jandira Carvalho. Como quadrinista, publicou no jornal O Estado, as tiras "Sacha: o detetive particular" (1938) e "Uma viagem a saturno" (1940).
Foi o criador, em 1947 da primeira associação amadora de astronomia do Brasil, a Sociedade Brasileira dos Amigos da Astronomia (SBAA), e em 1948 foi o fundador do primeiro observatório popular brasileiro, o Observatório Popular Flammarion, e também, da Sociedade Brasileira de Selenografia, em São Paulo.
Foi professor assistente de Astronomia e Astronáutica da Faculdade de Filosofia, Ciências e Letras de Sorocaba e professor de Geografia Astronômica na Universidade Estadual do Ceará e membro do Instituto do Ceará.

## Trabalhos
Grande estudioso da Lua, no ano de 1948 desenhou o primeiro mapa lunar brasileiro, com 80 cm, que se encontra exposto no Museu de Astronomia e Ciências Afins, Museu do Eclipse, em Sobral. É autor de vários livros sobre astronomia e artes.
Colaborou também com vários artigos em outros livros e revistas como Atlas Geográfico Melhoramentos, Pequeno Atlas Geográfico Melhoramentos, Novo Dicionário Brasileiro Melhoramentos, A Geologia Aplicada à Selenografia (In Revista a Escola de Minas - Ouro Preto, MG - Vol. 31, nº 6), entre outros. Participou de vários encontros, congressos e simpósios sobre Educação, Pedagogia, Geografia, Astronáutica e Astronomia no nordeste, no sul do país, e até em outros países como a Argentina.
Recebeu várias condecorações, presidiu e foi membro de várias instituições além da SBAA, como o Instituto Histórico e Antropológico do Ceará, do qual foi presidente. Foi membro do Instituto de Genealogia e Heráldica da Paraíba, membro da União Brasileira de Escritores (seção Amazonas), diretor da Casa de Cultura Raimundo Sela, diretor do Observatório da Paraíba e presidente da União Brasileira de Astronomia (UBA). Foi também professor e coordenador do curso de Licenciatura em Geografia da Universidade Estadual do Ceará (Uece) e idealizador da criação de um Planetário para Fortaleza, ideia esta que culminou com criação do planetário que leva o seu nome no Centro Cultural Dragão do Mar de Arte e Cultura.
Descobriu um fenômeno lunar transitório na Cratera Aristarco, que foi confirmado pelo astronauta Edwin Aldrin quando em órbita lunar.

## Homenagens
- Dá nome ao planetário do Centro Dragão do Mar de Arte e Cultura.[9][10]
- No seu centenário o Asteroide 84342, descoberto em 2002 foi renomeado oficialmente de "Asteroide Rubensdeazevedo".[11]

## Obras
- Uma viagem sideral,
- O Desenho sem Mestre,
- Selene, a lua ao alcance de todos,[12]
- Lua, degrau para o infinito,
- No mundo da Estelândia,[13]
- Na era da Astronáutica,[14]
- Lenda feita de pedra,
- Bandeira Nacional,
- O Homem descobre o mundo,
- Temas Astronômicos,